# 이민관 (가수)
이민관(1994년 ~ )은 대한민국의 가수다. 2019년 싱글 《참 사랑했던, 너무 아름다웠던》으로 데뷔했다.

## 학력
- 신송고등학교

## 방송
- 판타스틱 듀오 2 (2017) - 박정현 편
- 싱어게인1 (2020) - Top22(16위)

## 음반
- 판타스틱 듀오 2 Part.3 (2017)
- 참 사랑했던, 너무 아름다웠던 (2019)
- 죽일놈이지 (2020)
- Project 10 (2020)
- 싱어게인 - 무명가수전 Episode.7 (2021)